# Kreuzigungsgruppe (Bad Wimpfen)

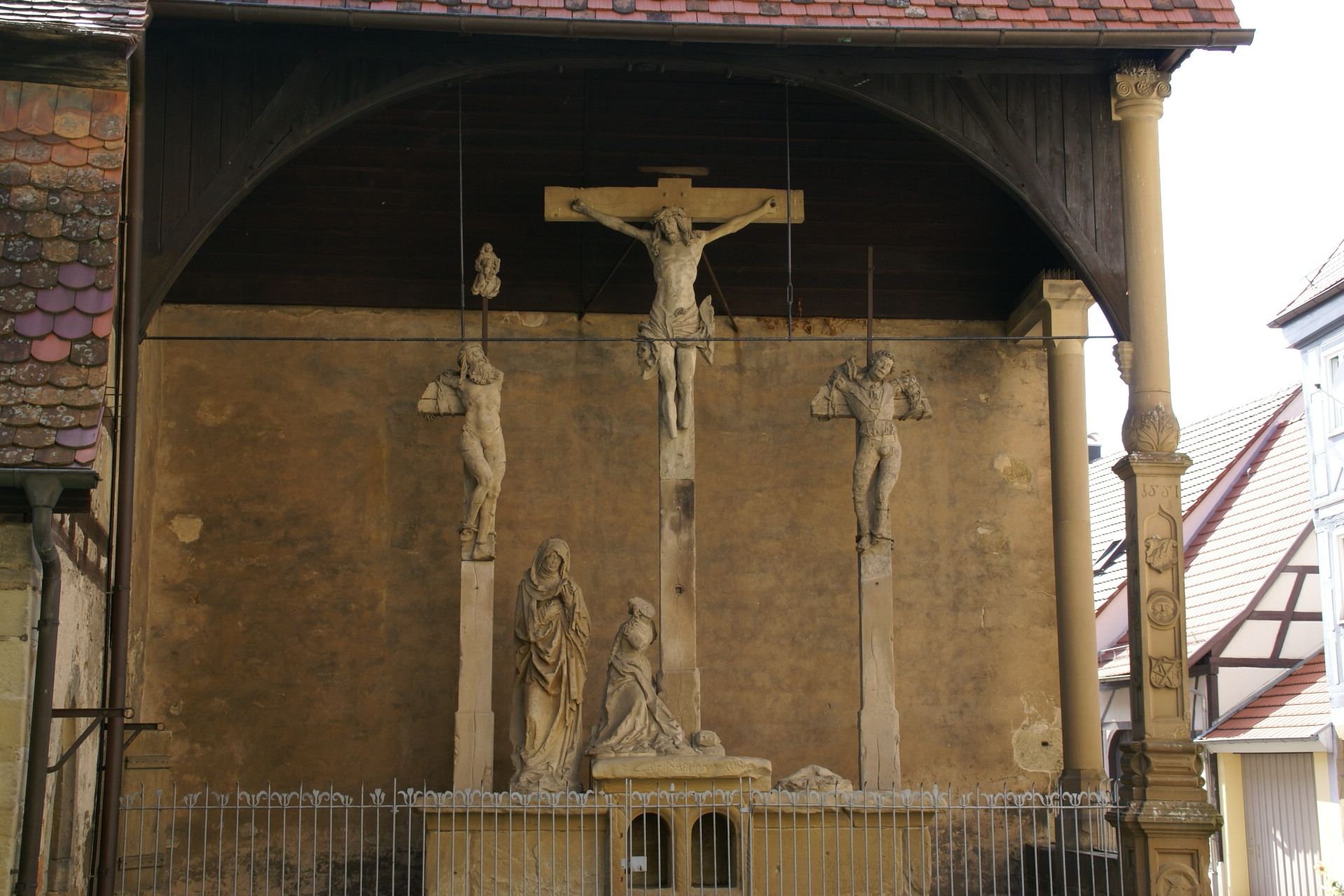
Die Kreuzigungsgruppe in Bad Wimpfen

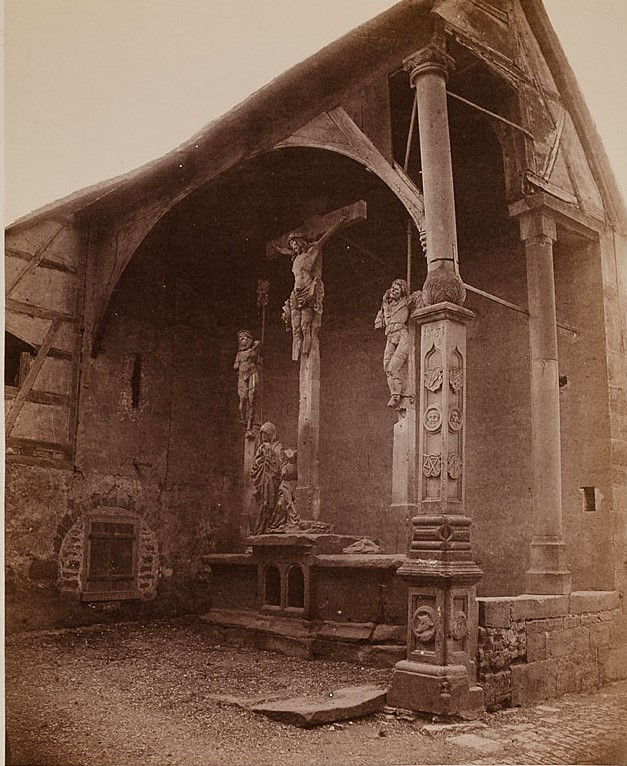
Die Kreuzigungsgruppe im 19. Jahrhundert, fotografiert von Georg Maria Eckert

Die denkmalgeschützte Kreuzigungsgruppe steht in Bad Wimpfen, einer Stadt im Landkreis Heilbronn in Baden-Württemberg.
Die Kreuzigungsgruppe befindet sich auf dem ältesten Begräbnisplatz von Bad Wimpfen, direkt an der Stadtkirche. Reste einer Inschrift auf der Deckplatte des Unterbaus nennen als Stifter den Wimpfener Bürgermeister Hans Koberer. Geschaffen wurde sie zwischen 1509 und 1519 vom Mainzer Bildhauer Hans Backoffen. 
Die Kreuzigungsgruppe zeigt in überlebensgroßen Figuren den toten Heiland am Kreuz zwischen den zwei anderen Gekreuzigten auf Golgatha, dem guten und dem bösen Schächer. Links am Fuße von Jesu Kreuz, zwischen dem Heiland und dem guten Schächer, beweinen die kniende Maria Magdalena und die stehende Maria den Sohn. Die Figur des Evangelisten Johannes auf der Seite zum bösen Schächer hin ist verlorengegangen. Die 1551 gebaute Überdachung zum Schutz gegen die Witterung stifteten die Patrizierfamilien Koberer, Visch und Haug. Zwei Nischen im Sockel dienten als Windschutz für Totenleuchten.
Der Sockel und die unteren Teile des Kreuzes sind aus Heilbronner Sandstein gefertigt, alle oberen Teile aus Eifeler Tuffstein. Die zwei Kreuzesbalken des Christuskreuzes ähneln täuschend Holzbalken, die durch vier Eisennägel aneinander fixiert sind. Am Christuskreuz befindet sich eine kleine Aushöhlung, die früher eine Kreuzreliquie enthielt.